# Anders Bellbring
Anders Stig Thomas Bellbring, född den 4 juni 1952 i Uppsala, är en svensk före detta tävlingssimmare som deltog i de Olympiska spelen 1972 och 1976. Han representerade Upsala Simsällskap till 1973, då han tävlade en säsong för malmöklubben Limhamns SS, innan han året efter gick till göteborgsklubben S 02.
Bellbring ingick i det svenska lag som tog en bronsmedalj på 4×200 m frisim vid Europamästerskapen 1974 och även i det lag som kom fyra i samma disciplin vid OS 1972.

## Meriter

### Olympiska spel, Världsmästerskap och Europamästerskap
Anders Bellbrings placeringar vid OS, VM och EM (ljusblå bakgrund markerar finalsimning):
| Långbana        | OS 1972 | VM 1973 | EM 1974 | VM 1975 | OS 1976 |
| --------------- | ------- | ------- | ------- | ------- | ------- |
| 200 m frisim    |         |         | 11      |         | 29      |
| 400 m frisim    | 9       | 5       |         |         |         |
| 1500 m frisim   | 9       | 7       |         |         |         |
| 200 m fjärilsim |         |         |         | 11      | 23      |
| 400 m medley    |         | 13      |         |         |         |
| 4×200 m frisim  | 4       | 5       |         | 4       | 7       |
| 4×100 m medley  | 14      |         |         |         |         |

### Europarekord
Anders Bellbring slog Bengt Gingsjös europarekord på 1500 m frisim långbana med tiden 16.10,38 vid SM den 5 augusti 1973, men Gingsjö tog tillbaka det vid VM den 8 september samma år.

### SM-guld
Anders Bellbring tog 16 individuella SM-guld.
|                 | Kortbana   | Långbana               |
| --------------- | ---------- | ---------------------- |
| 400 m frisim    | 1973       | 1973                   |
| 800 m frisim    | 1971       |                        |
| 1500 m frisim   | 1972, 1973 | 1971, 1972, 1973       |
| 200 m fjärilsim | 1970, 1976 | 1969, 1973, 1974, 1975 |
| 200 m medley    |            | 1974                   |
| 400 m medley    |            | 1973                   |

Bellbring simmade för Limhamns simsällskap vid de båda mästerskapen 1973, dessförinnan för Upsala simsällskap och därefter för S 02.